# Melissa Inge
Melissa Inge (27 februari 1986) is een Surinaams politicus en bestuurder. Ze was zes jaar lang lid van het Nationaal Jeugdparlement, waaronder van 2007 tot 2010 als ondervoorzitter. Bestuurlijk houdt ze zich bezig met plantages.

## Biografie
Inge werd in 2004 als vertegenwoordiger van het district Para gekozen in het Nationaal Jeugdparlement. Aan het begin van de eerste termijn van drie jaar was ze ondervoorzitter van de kiescommissie van het parlement. Daarna nam ze zitting in de commissies 'Voorlichting/Media' en 'Internationale Betrekkingen'. In de tweede termijn, van 2007 tot 2010, werd ze gekozen tot ondervoorzitter van het parlement. In aanloop naar de parlementsverkiezingen van 2010 verliet ze rond april het Jeugdparlement omdat ze dit lidmaatschap niet wilde verenigen met haar kandidaatschap voor de Surinaamse Partij van de Arbeid in haar district Para. Ze behaalde geen zetel in De Nationale Assemblée.
Hierna werd ze lid van het management van de plantage Hanover. Daarnaast is ze lid van het bestuur van de Federatie van Para Plantages (FPP).